# 第聶伯航空航點
以下是第聶伯航空的目的地（於2011年5月生效）：

## 亞洲
- 亞美尼亞
  - 埃里溫：茲瓦爾特諾茨國際機場
- 格魯吉亞
  - 第比利斯：第比利斯國際機場

## 歐洲
- 俄羅斯
  - 莫斯科：謝列梅捷沃國際機場
  - 莫斯科：伏努科沃國際機場
  - 索契：索契國際機場
- 土耳其
  - 安塔利亞：安塔利亞國際機場
  - 伊斯坦布爾：阿塔蒂爾克國際機場
- 烏克蘭
  - 切爾諾夫策：切爾諾夫策國際機場
  - 第聶伯羅彼得羅夫斯克：第聶伯羅彼得羅夫斯克國際機場 樞紐機場
  - 伊萬諾-弗蘭科夫斯克：伊萬諾-弗蘭科夫斯克國際機場
  - 卡爾可夫：卡爾可夫國際機場
  - 基輔：鮑里斯波爾國際機場 重點城市
  - 盧甘斯克：盧甘斯克國際機場
  - 利維夫：利維夫國際機場
  - 敖德薩：敖德薩國際機場
  - 塞瓦斯托波：塞瓦斯托波國際機場
  - 辛菲洛普：辛菲洛普國際機場
  - 烏日霍羅德：烏日霍羅德國際機場